# 張國城
張國城（1971年—），國際政治學者，畢業於台大政治系、會計系雙主修學士、台大國發所碩士、美國芝加哥大學國際關係雙碩士、澳洲新南威爾斯大學社會科學與國際關係博士，1998年會計師高考及格，現任北醫通識中心教授、臺灣智庫諮詢委員，曾任立法委員林濁水國會助理、國防部副部長陳必照機要秘書、高雄市政府簡任顧問，在美國求學期間，師從約翰·米爾斯海默。

## 著作

### 個人著作
- 《兩岸關係概論》（台北縣：華梵大學人文教育研究中心，2009）
- 《東亞海權論》（新北市：廣場文化，2013）
- 《台灣健檢書》（台北市：玉山社，2016）
- 《國家的決斷：給台灣人看的二戰後國際關係史》（新北市：八旗文化，2019）
- 《美國的決斷：台灣人應該知道的美國外交思維與決策》（新北市：八旗文化，2020）

### 共同著作
- 洪奇昌、張國城、林文程、蘇起、童振源著：《兩岸關係的機遇與挑戰》（台北市：五南圖書，2013）
- 施正鋒主編，石忠山、謝國斌、吳庭宇、李勤岸、紀舜傑、胡茹萍、吳東林、魏百谷、郭秋慶、張國城、顏建發、高英茂著：《動亂中的烏克蘭》（台北市：翰蘆圖書，2016）
- 徐斯儉主編，徐斯儉、董立文、王占璽、邱俊榮、盧俊偉、蔡明彥、張國城著：《習近平大棋局：後極權轉型的極限》（新北市：左岸文化，2016）

### 譯作
- 齊斯．佛克（Keith Faulks）著，包淳亮、張國城譯：《政治社會學：批判的導論》（台北市：巨流圖書公司，2009）

## 外部連結
- 臺北醫學大學通識教育中心 - 張國城
- 想想論壇 - 張國城 （页面存档备份，存于）